# Światowy Finał IAAF 2004
Światowy Finał IAAF 2004 (ang. 2004 IAAF World Athletics Final) – zawody lekkoatletyczne, które odbyły się na Stadionie Ludwika II w Monako między 18 a 19 września 2004 roku. Były to drugie w historii zawody tego – rozgrywanego rokrocznie na zakończenie sezonu – cyklu.
Jedyną konkurencją nie rozegraną w Monako był rzut młotem. Zawody w tej konkurencji, zarówno kobiet jak i mężczyzn rozegrano tydzień wcześniej w węgierskim Szombathely.

## Wyniki

### Klasyfikacja mężczyzn
| Konkurencja       | Złoto                  | Srebro              | Brąz                |
| ----------------- | ---------------------- | ------------------- | ------------------- |
| 100 m             | Asafa Powell           | Francis Obikwelu    | Abdul Aziz Zakari   |
| 110 m ppł         | Allen Johnson          | Maurice Wignall     | Staņislavs Olijars  |
| 200 m             | Asafa Powell           | Frankie Fredericks  | Stéphan Buckland    |
| 400 m             | Michael Blackwood      | Derrick Brew        | Otis Harris         |
| 400 m ppł         | Bershawn Jackson       | James Carter        | Kemel Thompson      |
| 800 m             | Youssef Saad Kamel     | Joseph Mutua        | Bram Som            |
| 1500 m            | Iwan Heszko            | Alex Kipchirchir    | Laban Rotich        |
| 3000 m            | Eliud Kipchoge         | James Kwalia        | Mulugeta Wendimu    |
| 3000 m z przeszk. | Saif Saaeed Shaheen    | Ezekiel Kemboi      | Paul Kipsiele Koech |
| 5000 m            | Sileshi Sihine         | Dejene Berhanu      | Augustine Choge     |
| Skok w dal        | Ignisious Gaisah       | Dwight Phillips     | John Moffitt        |
| Trójskok          | Christian Olsson       | Daniił Burkienia    | Kenta Bell          |
| Skok wzwyż        | Stefan Holm            | Jarosław Rybakow    | Mark Boswell        |
| Skok o tyczce     | Timothy Mack           | Toby Stevenson      | Derek Miles         |
| Kula              | Joachim Olsen          | Adam Nelson         | Manuel Martínez     |
| Dysk              | Mario Pestano          | Zoltán Kővágó       | Aleksander Tammert  |
| Oszczep           | Breaux Greer           | Andreas Thorkildsen | Jan Železný         |
| Młot              | Olli-Pekka Karjalainen | Krisztián Pars      | Primož Kozmus       |

### Konkurencje kobiet
| Konkurencja    | Złoto                     | Srebro             | Brąz                  |
| -------------- | ------------------------- | ------------------ | --------------------- |
| 100 m          | Veronica Campbell         | Aleen Bailey       | Lauryn Williams       |
| 100 m ppł      | Joanna Hayes              | Jenny Adams        | Lacena Golding-Clarke |
| 200 m          | Veronica Campbell         | Debbie Ferguson    | Aleen Bailey          |
| 400 m          | Ana Guevara               | Monique Hennagan   | DeeDee Trotter        |
| 400 m ppł      | Sandra Glover             | Tetiana Tereszczuk | Brenda Taylor         |
| 800 m          | Hasna Benhassi            | Jearl Miles-Clark  | Mina Aït Hammou       |
| 1500 m         | Kelly Holmes              | Tatjana Tomaszowa  | Jelena Zadorożna      |
| 3000 m         | Meseret Defar             | Jelena Zadorożna   | Lidia Chojecka        |
| 5000 m         | Elvan Abeylegesse         | Isabella Ochichi   | Ejegayehu Dibaba      |
| Skok w dal     | Irina Simagina            | Tatjana Lebiediewa | Tatjana Kotowa        |
| Trójskok       | Françoise Mbango Etone    | Tatjana Lebiediewa | Yamilé Aldama         |
| Skok wzwyż     | Jelena Slesarienko        | Wiktorija Stiopina | Iryna Michalczenko    |
| Skok o tyczce  | Jelena Isinbajewa         | Tatjana Połnowa    | Anna Rogowska         |
| Pchnięcie kulą | Nadzieja Astapczuk        | Krystyna Zabawska  | Lieja Tunks           |
| Dysk           | Věra Pospíšilová-Cechlová | Natalja Sadowa     | Iryna Jatczanka       |
| Oszczep        | Osleidys Menéndez         | Nikola Brejchová   | Steffi Nerius         |
| Młot           | Olga Kuzienkowa           | Wolga Candar       | Manuela Montebrun     |